# Цевла
Цевла (Цевля) — река в России, протекает в Бежаницком районе Псковской области. Впадает в озеро Полисто (из которого вытекает река Полисть). Длина реки составляет 17 км. Площадь водосборного бассейна — 488 км².
Высота истока — 92,6 м над уровнем моря. Река протекает через озеро Озерявское. Справа в Цевлу впадают притоки Плавница и Страдница. Высота устья — 91,2 м над уровнем моря.

## Данные водного реестра
По данным государственного водного реестра России относится к Балтийскому бассейновому округу, водохозяйственный участок реки — Ловать и Пола, речной подбассейн реки — Волхов. Относится к речному бассейну реки Нева (включая бассейны рек Онежского и Ладожского озера).
Код объекта в государственном водном реестре — 01040200312102000023940.